# Brant (Ontario)
Brant è una municipalità del Canada, situata nella provincia dell'Ontario.